# Johannes Andersen (Astronom)
Johannes Andersen (* 29. August 1943 in Skive; † 28. April 2020) war ein dänischer Astronom.
Er schloss sein Studium 1969 mit einem Master in Astronomie an der Universität Kopenhagen ab. 1991 verteidigte er dort seine Promotion.
Von 2002 bis 2012 war er Direktor von NOTSA (The Nordic Optical Telescope Scientific Association), dem Verband, der das Nordic Optical Telescope auf der Kanareninsel La Palma verwaltet.
Er war Generalsekretär der Internationalen Astronomische Union von 1997 bis 2000.